# Pierre Barrère (colonel)
Pour les articles homonymes, voir Pierre Barrère (homonymie) et Barrère.
Pierre Barrère, né le 8 mars 1736 à Lasserre (Lot-et-Garonne), mort le 19 décembre 1826 à Aix-la-Chapelle (Allemagne), est un militaire français de la Révolution et de l’Empire.

## États de service
Il entre en service le 8 mars 1755, comme soldat au régiment d’Auvergne, et il participe à la guerre de Sept Ans en Allemagne du 1757 à 1762. Il devient caporal le 2 mars 1763, sergent le 1er septembre 1766, fourrier le 6 février 1770, sergent-major le 18 juin 1776 et porte drapeau le 22 juin 1781.
Le 10 septembre 1782, il embarque sur l’escadre du chevalier de Borda, pour la Martinique, et il débarque à Fort-Royal le 25 octobre 1782. De retour en France en juillet 1783, il est nommé sous-lieutenant le 6 avril 1785, lieutenant le 15 septembre 1791 et capitaine le 1er décembre suivant. Il sert pendant les campagnes de 1792 à 1796, aux armées du Nord, de Rhin-et-Moselle et de Sambre-et-Meuse. 
Il reçoit son brevet de chef de bataillon le 1er août 1793, et celui de chef de brigade le 26 avril 1794, à la 34e demi-brigade de ligne avant de prendre le commandement de la 43e demi-brigade d'infanterie de ligne le 20 février 1796. 
Le 5 août 1796, il est nommé commandant provisoire de la place de Juliers, et il est confirmé dans son emploi le 28 juillet 1801. Il est fait chevalier de la Légion d’honneur le 25 mars 1804, et il est admis à la retraite le 7 janvier 1814.
Il meurt le 19 décembre 1826 à Aix-la-Chapelle.

## Sources
- A. Lievyns, Jean Maurice Verdot, Pierre Bégat, Fastes de la Légion-d'honneur, biographie de tous les décorés accompagnée de l'histoire législative et réglementaire de l'ordre, Tome 4, Bureau de l’administration, 1844, 640 p. (lire en ligne), p. 286.
- « Cote LH/122/40 », base Léonore, ministère français de la Culture
- Danielle Quintin et Bernard Quintin, Dictionnaires des colonels de Napoléon, S.P.M., 2013, 978 p. (ISBN 978-2-296-53887-0, lire en ligne), p. 73-74
- Léon Hennet, Etat militaire de France pour l’année 1793, Siège de la société, Paris, 1903, p. 66.